# Mouriri elliptica
Mouriri elliptica är en tvåhjärtbladig växtart som beskrevs av Carl Friedrich Philipp von Martius. Mouriri elliptica ingår i släktet Mouriri och familjen Melastomataceae. Inga underarter finns listade i Catalogue of Life.